# ペネロピ・ナッチブル (第3代ビルマのマウントバッテン伯爵夫人)
ペネロピ（ペニー）・メレディス・メアリー・ナッチブル（Penelope Meredith Mary Knatchbull,Countess Mountbatten of Burma, 1953年4月16日 - ）は、第3代ビルマのマウントバッテン伯爵ノートン・ナッチブルの夫人。旧姓はイーストウッド（Eastwood）。

## 経歴
ペネロピはロンドンに展開するチェーンレストラン、アンガス・ステーキハウスの創業者であるレジナルド・イーストウッド（1912年 - 1980年）とマリアン・フッド（1926年 - 2020年）の長女として生まれた。 スイスで教育を受けた後、ロンドン・スクール・オブ・エコノミクスを卒業している。
1979年10月20日、ロムジー修道院で第2代ビルマのマウントバッテン女伯爵パトリシア・ナッチブルの長男であるブラボーン卿ノートン・ナッチブルと結婚した。この時ベストマンを務めたのはチャールズ3世（当時皇太子）である（チャールズの父エディンバラ公フィリップはノートンの祖父で結婚の2か月前に暗殺された初代ビルマのマウントバッテン伯ルイス・マウントバッテンの甥にあたり、チャールズとノートンははとこ同士である）。
2017年6月13日、義母パトリシアの死去に伴い夫のノートンが第3代ビルマのマウントバッテン伯を襲爵し、ペネロピも伯爵夫人を名乗るようになった。

## 王室との交流
ノートンとの結婚当初よりエリザベス2世夫妻とは交流があり、特にエディンバラ公フィリップとは馬車競技を通じて親交を深めた。
長女アレクサンドラの代母は当時チャールズ皇太子の妻だったウェールズ公妃ダイアナである。2016年のアレクサンドラの結婚式にはイギリス王室からエリザベス2世夫妻、チャールズ皇太子、アン王女が出席し、体調の優れない父ノートンの代わりにチャールズ皇太子が共にヴァージンロードを歩いた。
2021年4月17日、ウィンザー城内の聖ジョージ礼拝堂で行われたエディンバラ公の葬儀には新型コロナウイルス感染防止の為に家族を含めた30名のみが招待されたが、ペネロピはエディンバラ公の親しい友人として参列している。

## 子女
ノートンとの間に1男2女をもうけている。末娘のレオノーラは5歳の若さで腎臓がんで死去しており、1994年に彼女を偲んでレオノーラ小児がん基金が創設された。
- ニコラス（1981年5月15日 - ） - ブラボーン卿。2021年にフランス人のアンブル・プゼ（Ambre Pouzet）と結婚[2]。
- アレクサンドラ (1982年12月5日 - ） - 2016年6月25日にトーマス・フーパー（Thomas Hooper）と結婚。2人の息子をもうけている[3]。
- レオノーラ (1986年6月25日 - 1991年10月22日 ） - 腎臓がんで死去。